# 物理化学
物理化学（ぶつりかがく、英: physical chemistry）は、化学の対象である物質、あるいはその基本的な構成を成している化合物や分子などについて、物質の構造、物質の性質（＝物性）、物質の反応を調べるために、物理学的な手法を用いて研究する領域に対する呼称。

## 概要
理論的な基礎として熱力学と量子力学、およびこれら2つをつなぐ統計力学を大きな柱とする。
化学は対象とする物質によって有機化学、無機化学などがあるが、物理化学でも対象によって有機物理化学、無機物理化学と呼び分けられている。
物理化学の中の分野としては以下のものがある。
- 反応速度論
- 電気化学[10]
- 量子化学 - 量子力学の考え方を応用したもの[2][11][12]。計算化学・化学シミュレーションなどが含まれる。
- 分光法[13][14]
- 界面化学[15]
- 熱化学（化学熱力学[16]）
- 生物物理化学
- 計算化学[17][18]
  - 分子動力学法 - コンピュータを使って分子の運動や反応ダイナミックスをシミュレートし予測する[19][20]
  - 分子軌道法 - 分子内の電子を構成原子の軌道で記述する[2][21]